# Allochrusa
Allochrusa, nekadašnji biljni rod iz porodice klinčićevki (Caryophyllaceae), danas sinonim za Acanthophyllum. Pripadalo mu je sedam priznatzih vrsta  raširenih po Aziji, od kojih je jedna kritično ugrožena, armenski endem Acanthophyllum takhtajanii (Allochrusa takhtajanii).
A. takhtajanii raste samo na jednom lokalitetu koji se nalazi blizu sela Surenavan na krševitom predjelu planine Urts na svega 4 km².

## Vrste
- Allochrusa bungei Boiss.
- Allochrusa gypsophiloides (Regel) Schischk.
- Allochrusa paniculata (Regel & Herder) Ovcz. & Czukav.
- Allochrusa persica (Boiss.) Boiss.
- Allochrusa tadshikistanica Schischk.
- Allochrusa takhtajanii Gabrieljan & Dittrich
- Allochrusa versicolor (Fisch. & C.A.Mey.) Boiss.
- Allochrusa transhyrcana sinonim je za Diaphanoptera transhyrcana[2]